# Wereldkampioenschappen wielrennen 1973
De wereldkampioenschappen wielrennen 1973 op de weg werden op 29 augustus en 1 en 2 september gehouden in Barcelona. De individuele wedstrijden werden gereden op een omloop van ongeveer 14 km met daarin de beklimming van de Montjuïc-heuvel. Het kampioenschap 100 kilometer voor ploegen van vier werd gehouden te Granollers op 29 augustus.
Bij de profs won "oudje" Felice Gimondi de titel. Hij legde de 248,5 km af in 6 uur 31 minuten en 27 seconden. Hij klopte Freddy Maertens, Luis Ocaña en Eddy Merckx in de spurt. Joop Zoetemelk werd vijfde op 1 min. 47. Bij de amateurs domineerde de Poolse ploeg, die goud en zilver pakte met Ryszard Szurkowski en Stanisłav Szozda. Die hadden eerder ook deel uitgemaakt van het winnende Poolse kwartet op de 100 kilometer ploegentijdrit. Bij de vrouwen zorgde Keetie van Oosten-Hage voor de enige Nederlandse medaille. Ze werd tweede achter de Belgische Nicole Van den Broeck.
De overwinning van "oudje" Gimondi, die "te duidelijk op zijn retour" was, over topfavoriet Eddy Merckx en spurter Maertens zorgde voor opzien. Volgens Freddy Maertens had Merckx onderweg met hem afgesproken dat Maertens in ruil voor een "fors bedrag" de sprint zou aantrekken voor Merckx. Maar in de sprint bleef Merckx zitten, klaarblijkelijk aan het einde van zijn krachten, en toen Maertens dan maar zijn eigen kans ging was het te laat. Er werd gesuggereerd dat Merckx liever Gimondi zag winnen dan "kroonprins" Maertens.

## Uitslagen

### Elite
| pos.   | renner             | land      | tijd     |
| ------ | ------------------ | --------- | -------- |
| Goud   | Felice Gimondi     | Italië    | 6u31'27" |
| Zilver | Freddy Maertens    | België    | z.t.     |
| Brons  | Luis Ocaña         | Spanje    | z.t.     |
| 4      | Eddy Merckx        | België    | z.t.     |
| 5      | Joop Zoetemelk     | Nederland | +1'47"   |
| 6      | Pedro Torres       | Spanje    | z.t.     |
| 7      | Gerard Vianen      | Nederland | z.t.     |
| 8      | Herman Vanspringel | België    | z.t.     |
| 9      | Roberto Poggiali   | Italië    | z.t.     |
| 10     | Régis Ovion        | Frankrijk | z.t.     |

### Amateurs (160,897 km)
| pos.   | renner             | land      | tijd     |
| ------ | ------------------ | --------- | -------- |
| Goud   | Ryszard Szurkowski | Polen     | 4u08'59" |
| Zilver | Stanisłav Szozda   | Polen     | +31"     |
| Brons  | Bernard Bourreau   | Frankrijk | z.t.     |

### Amateurs, 100 kilometer per ploeg
| pos.   | land        | tijd     |
| ------ | ----------- | -------- |
| Goud   | Polen       | 2u30'29" |
| Zilver | Sovjet-Unie | +1'42"   |
| Brons  | Zweden      | +3'12"   |

Het Nederlandse kwartet Fedor den Hertog, Wim de Waal, André Gevers en Gerrie Knetemann werd vijfde op 4 min 38 sec. België werd 17e op 22 geklasseerde landen.

### Dames (55,125 km)
| pos.   | renner                 | land        | tijd     |
| ------ | ---------------------- | ----------- | -------- |
| Goud   | Nicole Van den Broeck  | België      | 1u31'09" |
| Zilver | Keetie van Oosten-Hage | Nederland   | z.t.     |
| Brons  | Valentina Rebrovskaja  | Sovjet-Unie | z.t.     |

1921 · 
1922 · 
1923 · 
1924 · 
1925 · 
1926 · 
1927 · 
1928 · 
1929 · 
1930 · 
1931 · 
1932 · 
1933 · 
1934 · 
1935 · 
1936 · 
1937 · 
1938 · 
1946 · 
1947 · 
1948 · 
1949 · 
1950 · 
1951 · 
1952 · 
1953 · 
1954 · 
1955 · 
1956 · 
1957 · 
1958 · 
1959 · 
1960 · 
1961 · 
1962 · 
1963 · 
1964 · 
1965 · 
1966 · 
1967 · 
1968 · 
1969 · 
1970 · 
1971 · 
1972 · 
1973 · 
1974 · 
1975 · 
1976 · 
1977 · 
1978 · 
1979 · 
1980 · 
1981 · 
1982 · 
1983 · 
1984 · 
1985 · 
1986 · 
1987 · 
1988 · 
1989 · 
1990 · 
1991 · 
1992 · 
1993 · 
1994 · 
1995 · 
1996 · 
1997 · 
1998 · 
1999 · 
2000 · 
2001 · 
2002 · 
2003 · 
2004 · 
2005 · 
2006 · 
2007 · 
2008 · 
2009 ·
2010 · 
2011 · 
2012 · 
2013 · 
2014 · 
2015 · 
2016 · 
2017 · 
2018 · 
2019 · 
2020 ·
2021 ·
2022 ·
2023 ·
2024 ·
2025 ·
2026